# Furstedag
Furstedag (tyska Fürstentag) kallades i det gamla tysk-romerska riket en församling av riksfurstar, såväl andliga som världsliga, av vilken frågor rörande fursteståndets intressen behandlades.